# 4'33"
 4'33"  (uitspraak: vier minuten en drieëndertig seconden of vier drieëndertig) is een compositie die in 1952 geschreven werd door John Cage (1912–1992). Cage noemde het zelf een silent piece en gaat door als een verklanking van de White Paintings van Robert Rauschenberg.

## Situering
Het stuk gaat als volgt: De pianist loopt naar de piano en raakt geen toets aan in 4 minuten en 33 seconden, verdeeld in drie delen. Hij gebruikt een stopwatch, om precies te klokken. In andere woorden: totale stilte in een stuk voor de piano waarbij slechts het toevallig aanwezige en niet geënsceneerde omgevingsgeluid zoals gekuch van het publiek, schuifelende voeten, voorbijrijdende auto's of dergelijk hoorbaar is. In die zin is het aleatorische muziek. Dit experiment versterkte bij Cage de opvatting dat absolute stilte niet bestaat zonder zijn complement, geluid. Je hoort nog altijd je eigen ademhaling en voelt de hartslag. 

Het stuk bestaat uit drie delen, elk met de instructie "tacet", dat wil zeggen: zwijgen. David Tudor bracht het stuk voor het eerst ten gehore op 29 augustus 1952. Gedurende totaal 4 minuten en 33 seconden nam de pianist plaats achter de piano zonder maar een klank voort te brengen. Het eerste deel duurt 33 seconden, het tweede 2 minuten en 40 seconden, het laatste 1 minuut en 20 seconden. Het begin van elk deel gaf hij aan door telkens de pianoklep te sluiten, het einde door deze te openen. Over de duur van het stuk zegt Cage nochtans het volgende: However, the work may be performed by an instrumentalist or combination of instrumentalists and last any length of time. De indeling in drie delen verwijst naar de klassieke opdeling van een muziekstuk. 

Deze performance komt over als een grap, maar is als zodanig allerminst bedoeld door de componist. Cage plaatst zich hier in de traditie van de Oosterse filosofie: de intentie van de componist is van geen belang en muziek als puur klank is gelijkgeschakeld aan het leven. 
Door deze "compositie" herdefineerde de "componist" stilte als een afwezigheid van intentioneel geluid of het opheffen van bewustzijn. In dit verband zei hij ook: There is no such thing as an empty space or an empty time. There is always something to see, something to hear. In fact, try as we may to make a silence, we cannot.

Cage gaf zelf commentaar als volgt: 
"I have nothing to say / and I am saying it / and that is poetry / as I needed it"
("Ik heb niets te zeggen / en ik zeg het / en dat is poëzie / zoals ik het nodig had").

## Uitvoeringen

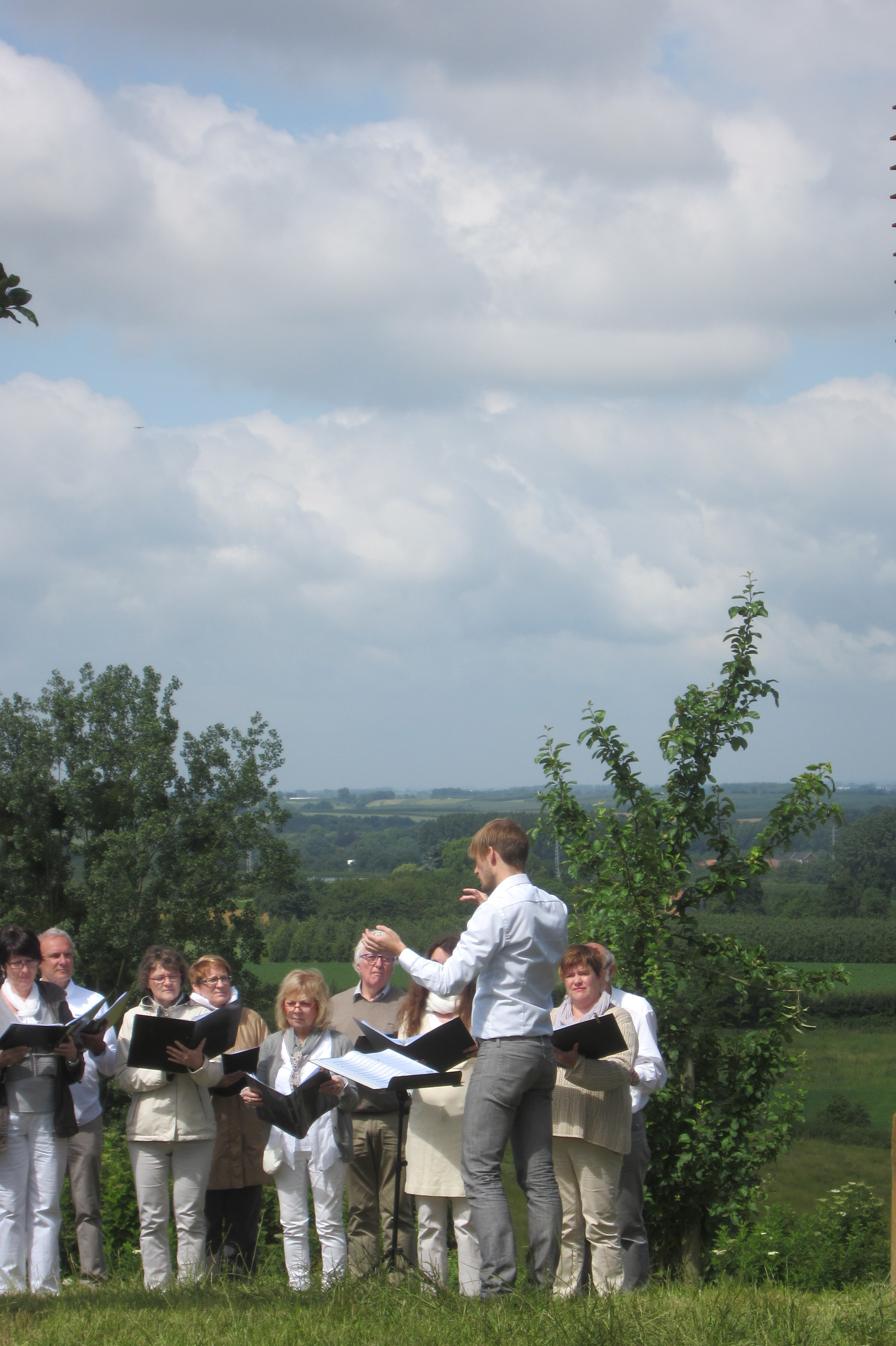
Koor Florilegium aan doorkijkkerk Borgloon met de uitvoering van 4'33" stilte, dd 19 juni 2016

4'33" is diverse malen opgenomen, onder meer door Frank Zappa als onderdeel van diens A Chance Operation: The John Cage Tribute, (Koch, 1993). Het stuk werd in januari 2004 voor het eerst uitgezonden in een "orkestversie", uitgevoerd door het BBC Symphony Orchestra op BBC Radio 3. Reinbert de Leeuw voerde het in december 2010 in Nederland uit in De Wereld Draait Door.
Het werk staat eind 2010 wereldwijd in de belangstelling dankzij een poging om het stuk met Kerst de nummer 1-positie in de Britse hitparade te bezorgen. De actie Cage against the machine, een zinspeling op Rage Against the Machine, leidde niet tot de eerste plaats. De Duitse pianist en componist Nils Frahm coverde het nummer in 2015 voor zijn compilatiealbum in de reeks Late Night Tales. In plaats van stil voor zijn piano te zitten, liet hij zich echter door het omgevingsgeluid inspireren en speelde hij op zijn piano.

## Audio
- John Cage's 4'33" in MIDI, OGG, Au, and WAV formats.
- John Cage's 4'33" uit National Public Radio's "The 100 most important American musical works of the 20th century" (Real Audio file format)